# Madona do burgomaestre Meyer
Darmstadt Madonna, também conhecida por A Madona de Darmstadt (também conhecida como Madona de Jakob Meyer zum Hasen, ou Madona do Burgomaestre Meyer) é uma pintura a óleo sobre madeira do artista suíço-alemão Hans Holbein, o jovem. Concluída por volta de 1526-1530 em Basileia, a obra mostra o Bürgermeister de Basileia Jakob Meyer zum Hasen, sua primeira esposa (que havia morrido antes), sua esposa atual e sua filha agrupados em torno da Madona e do Menino Jesus.